# 格雷格·戴曼
格雷格·戴曼（英語：Greg Dayman，1945年2月21日—），新西兰男子曲棍球运动员。他曾代表新西兰国家队参加1972年和1976年夏季奥林匹克运动会曲棍球比赛，其中1976年奥运会获得一枚金牌。